# Klöverbladstekel
Klöverbladstekel (Nematus myosotidis) är en stekelart som först beskrevs av Fabricius 1804.  Nematus myosotidis ingår i släktet Nematus, och familjen bladsteklar. Arten är reproducerande i Sverige.